# Hearts In Motion
Hearts In Motion es el nombre del noveno álbum de estudio del dúo de soft rock australiano Air Supply. Fue publicado por Arista en 1986, dónde se desprende el éxito: Lonely is the Night.

## Lista de canciones
1. It's Not Too Late - 3:48
2. Lonely Is The Night (Albert Hammond, Diane Warren) - 4:11
3. Put Love In Your Life - 4:25
4. One More Chance (Steve George, John Lang, Richard Page) - 3:44
5. Stars In Your Eyes - 3:46
6. My Heart's With You (Graham Russell, Diane Warren) - 4:34
7. I'd Die For You - 4:45
8. You're Only in Love - 4:15
9. Time For Love (Randy Stern, Anthony La Peau) - 2:46
10. Heart And Soul (Graham Russell, Billy Steinberg) - 3:54
11. Hope Spring Eternal - 4:11

- Datos: Q5693033